# Aire-sur-la-Lys
 Aire-sur-la-Lys  es una población y comuna francesa, situada en la región de Norte-Paso de Calais, departamento de Paso de Calais, en el distrito de Saint-Omer y cantón de Aire-sur-la-Lys.

## Historia
Formó parte del condado de Artois, ocupada por Francia en 1482, pasó a los Habsburgo en 1499. Durante la guerra de los Ochenta Años se mantuvo en los Países Bajos Españoles (salvo una breve ocupación francesa del 19 de mayo al 7 de diciembre de 1641). El 31 de julio de 1676 sería tomada nuevamente por Francia. 

## Geografía

### Localización
Aire-sur-la-Lys está ubicado en el extremo oeste de la llanura del Lys, una sección especialmente amplio y fértil valle del mismo nombre. Por lo tanto, en contacto con tres grandes regiones naturales del norte de Francia, Flandes románico es el Westhoek (o Flandes marítimo) en el norte y las colinas de Artois, al sur y al oeste. A una escala más local, que está en contacto con Weppes al este, al norte con Houtland y al oeste con Audomarois.
Aire-sur-la-Lys está ubicada a 198 km al norte de París, en línea recta. Los principales centros urbanos de Nord-Pas-de-Calais -Arras (jefatura del departamento), Lille, Dunkerque, Calais y Boulogne-sur-Mer- están situados a una distancia entre 50 y 60 km, lo que da Aire-sur-la-Lys una posición central en la región.

### Geología y relieve
Aire-sur-la-Lys está situado en el extremo oeste de la llanura de Lys, es decir, cuando sale de las colinas de Artois y surge la llanura de Flandes. En el sur y el oeste de la ciudad se aprecia un relieve artesanal, con la mayoría de los valles con orientación sur-noroeste y el bosque de Niepe al este de la ciudad en un paso natural para las comunicaciones del noroeste-sudeste, esta a su vez favorecido por la planicie relativa del espacio de la comuna, cuya altitud no supera los 48 metros. Además, el río Lys es navegable a partir de Aire-sur-la-Lys.
La ciudad de Aire-sur-la-Lys está ubicada en la confluencia de los ríos Lys (uno de los principales ríos de la región de Nord-Pas-de-Calais, que desemboca en el río Escalda en Gante) y la riviera de Laquette. Varios arroyos fluyen hacía el río Lys cercanos a la ciudad, incluyendo el Mardyck, Oduel, Bruveau y Liauwette. De ellos se ha visto beneficiada la llanura agrícola de la ciudad, que extraía de ellos agua potable. La relación entre los cursos de agua y el poblado siempre ha sido una estrecha relación, como se demuestra con la vista de algunas fachadas de edificios con vistas al agua y la importancia de su zona portuaria en el siglo XVIII. La ciudad se opone en 1779 a la creación del Canal de Neuffosé, para los trayectos entre Flandes y el puerto de Gravelines, la incorporación de Aire-sur-la-Lys en dirección a este canal y la incorporación de la misma en el Canal Dunkerque-Escaut para recuperar su lugar en el sistema fluvial de Nord-Pas-de-Calais.
Si la inundación del Lys pudo ser útil para la ciudad en algún momento, actualmente son vistos como un peligro grave de carácter natural. La ciudad ha sido golpeada una docena de veces por las inundaciones entre 1988 y 2006. Estas inundaciones suelen estar relacionados con la lluvia continua durante unos pocos días sobre Artois y ocurren principalmente en invierno. Un plan de prevención de riesgos de inundación por aguas abajo de la cuenca del valle del Lys fue cancelado el 17 de septiembre de 2009, por una decisión del Tribunal Administrativo de Apelación de Douai tras el uso de un propietario de tierras de Norte (Francia).

### Clima
Aire-sur-la-Lys se caracteriza por un clima marítimo: amplitudes térmicas son escasas precipitaciones y estacional es insignificante en cualquier estación del año. Aire-sur-la-Lys está situado a 50 km del Mar del Norte y a 60 km de La Mancha, que afectan en gran medida del clima.
Los siguientes datos se obtuvieron de la estación meteorológica France-Lille-Lesquin, situado a 55 km al este pero el clima es muy similar:
| Parámetros climáticos promedio de Lille-Lesquin entre 1971 y 2009 | Parámetros climáticos promedio de Lille-Lesquin entre 1971 y 2009 | Parámetros climáticos promedio de Lille-Lesquin entre 1971 y 2009 | Parámetros climáticos promedio de Lille-Lesquin entre 1971 y 2009 | Parámetros climáticos promedio de Lille-Lesquin entre 1971 y 2009 | Parámetros climáticos promedio de Lille-Lesquin entre 1971 y 2009 | Parámetros climáticos promedio de Lille-Lesquin entre 1971 y 2009 | Parámetros climáticos promedio de Lille-Lesquin entre 1971 y 2009 | Parámetros climáticos promedio de Lille-Lesquin entre 1971 y 2009 | Parámetros climáticos promedio de Lille-Lesquin entre 1971 y 2009 | Parámetros climáticos promedio de Lille-Lesquin entre 1971 y 2009 | Parámetros climáticos promedio de Lille-Lesquin entre 1971 y 2009 | Parámetros climáticos promedio de Lille-Lesquin entre 1971 y 2009 | Parámetros climáticos promedio de Lille-Lesquin entre 1971 y 2009 |
| Mes                                                               | Ene.                                                              | Feb.                                                              | Mar.                                                              | Abr.                                                              | May.                                                              | Jun.                                                              | Jul.                                                              | Ago.                                                              | Sep.                                                              | Oct.                                                              | Nov.                                                              | Dic.                                                              | Anual                                                             |
| ----------------------------------------------------------------- | ----------------------------------------------------------------- | ----------------------------------------------------------------- | ----------------------------------------------------------------- | ----------------------------------------------------------------- | ----------------------------------------------------------------- | ----------------------------------------------------------------- | ----------------------------------------------------------------- | ----------------------------------------------------------------- | ----------------------------------------------------------------- | ----------------------------------------------------------------- | ----------------------------------------------------------------- | ----------------------------------------------------------------- | ----------------------------------------------------------------- |
| Temp. máx. media (°C)                                             | 5.7                                                               | 6.7                                                               | 10.1                                                              | 13.1                                                              | 17.5                                                              | 20.0                                                              | 22.7                                                              | 23.1                                                              | 19.4                                                              | 14.7                                                              | 9.3                                                               | 6.6                                                               | 14.1                                                              |
| Temp. media (°C)                                                  | 3.4                                                               | 3.8                                                               | 6.6                                                               | 8.9                                                               | 12.9                                                              | 15.5                                                              | 17.9                                                              | 18.0                                                              | 15.0                                                              | 11.1                                                              | 6.6                                                               | 4.4                                                               | 10.3                                                              |
| Temp. mín. media (°C)                                             | 1.0                                                               | 1.0                                                               | 3.1                                                               | 4.7                                                               | 8.4                                                               | 11.0                                                              | 13.1                                                              | 12.9                                                              | 10.7                                                              | 7.4                                                               | 3.8                                                               | 2.1                                                               | 6.6                                                               |
| Precipitación total (mm)                                          | 57.0                                                              | 43.6                                                              | 57.5                                                              | 50.4                                                              | 62.6                                                              | 68.1                                                              | 61.2                                                              | 52.8                                                              | 63.6                                                              | 66.8                                                              | 71.5                                                              | 68.1                                                              | 723.2                                                             |
| Fuente: Ficha climatológica de Lille-Lesquin por Météo-France.    |                                                                   |                                                                   |                                                                   |                                                                   |                                                                   |                                                                   |                                                                   |                                                                   |                                                                   |                                                                   |                                                                   |                                                                   |                                                                   |

## Sociedad

### Demografía
Aire-sur-la-Lys es una pequeña villa, contando a sus 9.606 habitantes al 1 de enero de 2006, con una densidad de 288 habitantes por kilómetro2.
| 8652 | 9179 | 9184 | 9535 | 9529 | 9661 |
| Para los censos de 1962 a 1999 la población legal corresponde a la población sin duplicidades (Fuente: INSEE [Consultar]) |      |      |      |      |      |

El pueblo de Aire-sur-la-Lys tiene actualmente un estancamiento poblacional. En el siglo XIX era la tercera ciudad más grande de la región de Artois, el número de sus habitantes tan solo se incrementó un 11% después de esa época. La evolución de su número de habitantes se conoce anterior a 1793, de acuerdo con documentos históricos y a partir de ese año por los censos llevados a cabo en Francia.

### Enseñanza

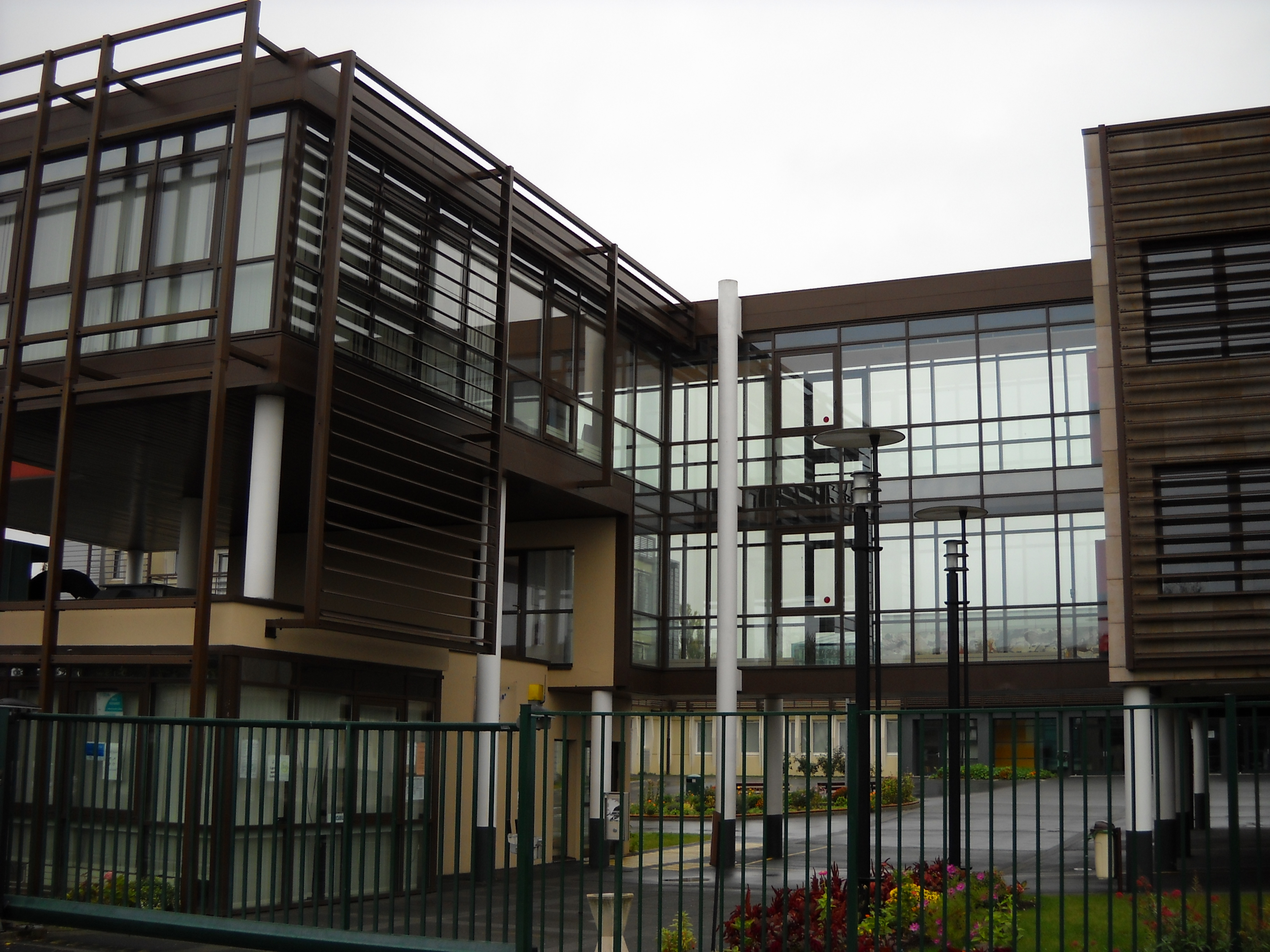
Entrada del Liceo Vauban.

En Aire-sur-la-Lys se encuentra situada la Academia de Lille.
El poblado administra tres guarderías y cuatro escuelas comunales.
El departamento es responsable por una universidad, el colegio Jean-Jaurès, y la región de un liceo, el Vauban, que ofrece una enseñanza general y profesional de tecnología y posee un alto rendimiento en las tasas de egresados de las licenciaturas (superior a un 90% en la mayoría de los sectores).
Aire-sur-la-Lys también posee tres escuelas católicas privadas, con contratos de asociación con el Estado francés, el colegio y liceo agrícola Saint-Marie, y también el colegio del Sagrado Corazón.
Éstos once establecimientos poseen un total de 4500 alumnos, incluyendo los 1.000 alumnos del colegio secundario Vauban y del colegio Jean-Jaurès, empleando a cientos de profesores.

### Festividades
Existen varias festividades en la villa de Aire-sur-la-Lys.
La fiesta del Río Lys se celebra cada primer domingo de julio (como en todas las ciudades bañadas por este río) y se dan actividades y variados deportes náuticos. En el mes de agosto se celebra Notre-Dame Panetière durante nueve días, quién fue que permitió el ingreso de pan durante el asedio del año 1213. Por último, se celebra la fiesta de andouille cada primer domingo de septiembre.
El hotel de la ciudad alberga al mercado cada viernes por la mañana, y en mayo, la villa tiene un mercado de flores y para diciembre, uno por la Navidad.

### Religión

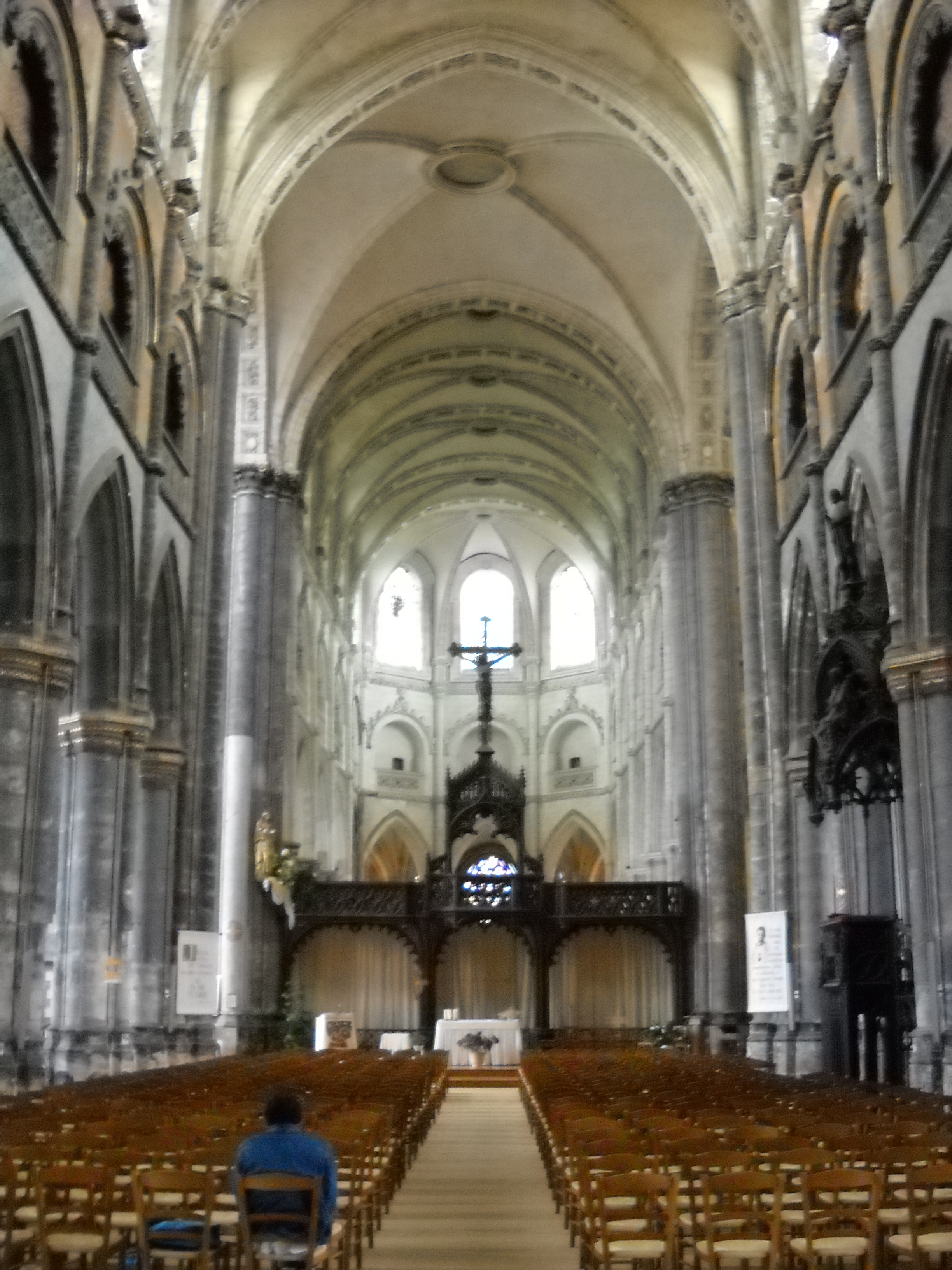
Nave central de la Iglesia de Saint-Pierre

En la Iglesia católica, tras varios cambios de diócesis, la localidad de Aire-sur-la-Lys pertenece actualmente a la Diócesis de Arras. Las tres parroquias se fusionaron en la ciudad en 2003 con los de Wittes y Lambres para formar la nueva parroquia de Nuestra Señora Panetière. El último sacerdote es el padre Bruno Dubreucq, y la iglesia principal es la iglesia de Saint-Pierre.
Aire-sur-la-Lys no cuenta con lugares de culto de otra religión. Los fieles protestantes, judíos o musulmanes debe ir a las principales ciudades de Nord-Pas-de-Calais, incluyendo Lille, Dunkerque, Calais, Arras o Lens a practicar su religión.

## Economía

### Comercio
El sector comercial siempre ha mantenido su importancia en un poblado que se desempeña como centro urbano en el corazón de una región agrícola con una población relativamente densa. En las calles del centro de la villa se encuentran varios comercios, frecuentados tanto por los Arois como por los habitantes de poblados vecinos. Sin embargo, la importancia de los pequeños negocios se vio afectada desde 1989 por la apertura del hipermercado Cateau-Carrefour, consecuentemente ha conducido al cierre de varios comercios de la zona. El hipermercado Carrefour, ubicado en el sureste de la ciudad, se ha convertido en el primer empleador terciario y en el primer empleador privado del lugar.

### Turismo

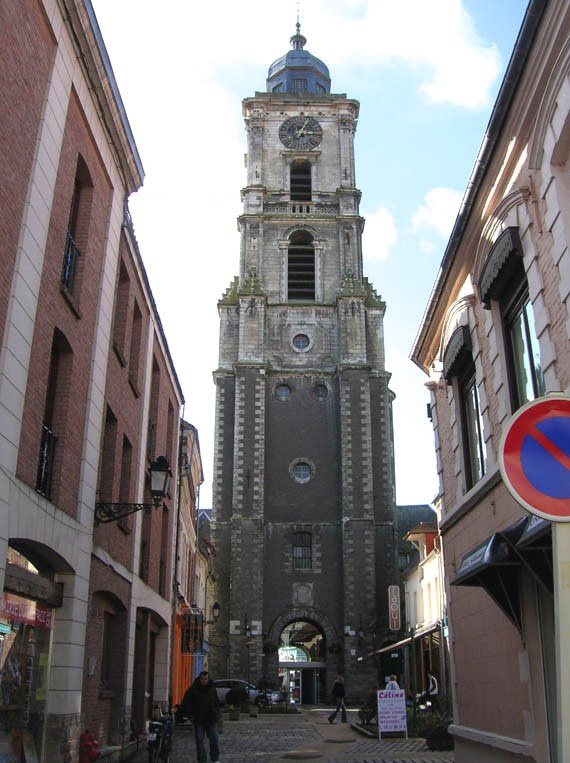
Campanario de Aire-sur-la-Lys, inscripto como Patrimonio de la Humanidad.

La ciudad tiene una fuerte herencia cultural debido a los 23 monumentos históricos que alberga y un campanario inscrito como Patrimonio de la Humanidad desde 2005, pero el sector turístico ha sido abandonado durante mucho tiempo en Aire-sur-la-Lys. Hoy en día, tiene una imagen negativa en la región de Nord-Pas-de-Calais, que se encuentra mayoritariamente asociada con la minería de carbón y la industria pesada que por un rico patrimonio arquitectónico.
Actualmente el municipio busca promover el área de turismo, demostrándolo con la limpieza 376 fachadas (muchas de las cuales están enumeradas como monumentos históricos) que se comenzó en 1992 con el apoyo financiero de la ciudad. Las calles de Bourg y Saint-Pierre, en el centro de la ciudad, han sido reconstruidas por 1,4 millones de euros. La Torre de Saint-Pierre, fue restaurada entre 2005 y 2007 por un total de 1 millón de euros y el interior del campanario ha sido restaurado. Aire-sur-la-Lys también ha sido sede de eventos culturales y religiosos bajo el nombre de "Aire 1213" en el "Lille 2004, capital europea de la cultura".
Sin embargo, la infraestructura de la ciudad no permite dar cabida a un desarrollo turístico de importancia. Cuenta con tan solo tres hoteles, entre ellos uno en el centro de la ciudad, y un camping. El lugar también posee un par de restaurantes, con comida rápida incluida, y algunos cafés. La oficina de turismo se encuentra en la planta baja del antiguo Ayuntamiento.

## Cultura local y patrimonio

### Monumentos y lugares turísticos

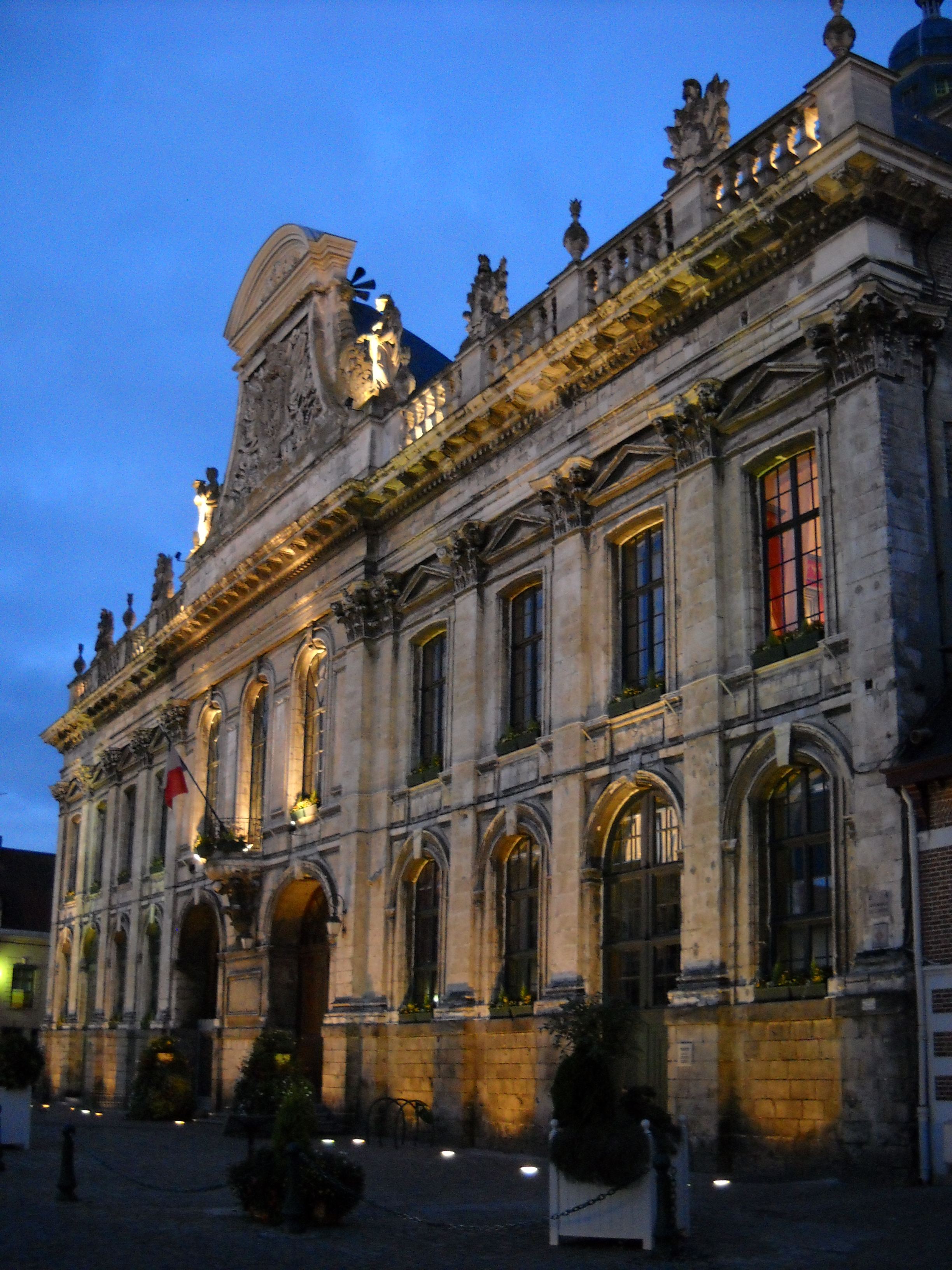
Ayuntamiento declarado monumento histórico de Aire-sur-la-Lys.

Aire-sur-la-Lys cuenta con un rico patrimonio arquitectónico, testigo de su importancia pasada político y económico. Veintitrés edificios de la ciudad se registran como monumentos históricos. El campanario se encuentra en la lista de Patrimonio Mundial de UNESCO.
Algunos de sus lugares históricos son:
- Abadía de Saint-Augustin-de-Clarques
- Bastión de Beaulieu
- Cervecería y maltería de Lis
- Capilla Beaudelle
- Colegio Saint-Pierre
- Iglesia Saint-Jacques-le-Majeur-et-Saint-Ignace
- Fortificaciones
- Hospicio Saint-Jean-Baptiste
- Ayuntamiento
- Puertas de Arras y Saint-Omer

#### La Bailía
La Bailía se construyó sobre unos 1600 metros2 en la esquina de la Grand Place, la calle Bourg y la calle Arras. Es un edificio pequeño de 125 metros2, pero tiene cuatro niveles, y cuenta con una fachada ornamentada de estilo renacentista. Es uno de los monumentos históricos. La Bailía alberga la Oficina de Turismo desde 1970.

#### El Ayuntamiento y el Campanario
La ubicación de la zona del Ayuntamiento ha cambiado un poco a través de los siglos, pero siempre permaneció en el extremo oriental de la gran plaza, y el edificio ha sido reconstruido un par de veces.
El edificio actual data del siglo XVIII. En 1715, el magistrado del rey Luis XIV obtuvo el derecho de construir un nuevo Ayuntamiento, más prestigioso que el que existía en Aire-sur-la-Lys. El trabajo duró cinco años, de 1716 a 1721 y se llevaron a cabo sobre los planos de Héroguel, arquitecto del rey en Arras.
La imponente fachada del edificio es atravesada por dos puertas centrales que dan acceso a una escalera y al pasaje de Hallettes (que permite el acceso a la calle de Saint-Omer y aloja desde 1891 a la biblioteca municipal). El segundo nivel tiene once grandes aberturas, tres en el centro y cuatro en cada ala, separadas por diez pilastras que tiene una barandilla ricamente esculpida. La imponente fachada se deprende de la parte central del edificio, donde lleva el escudo de la ciudad, y se encuentra flanqueado por dos estatuas que representan a la fuerza y a la justicia. El hall en el primer piso se convirtió en un pasillo y donde se celebran los casamientos. El Ayuntamiento fue declarado monumento histórico en 1947.

### Gastronomía
La gastronomía de es Aire-sur-la-Lys especilmente conocida por la andouille, realizada durante siglos por los carniceros de la ciudad. Dicho manjar se compone en un 80% de carne de cerdo magro, al que se le añade grasa de la panza del cerdo, cachalotes, salvia y especias. Se consume crudo o cocido en el estofado Airoise, que es una sopa hecha con chorizo y verduras. La andouille tiene un festival dedicado especialmente.
Otra especialidad menos conocida de los Airoise es la mastelle, que es una galleta hecha con polvo de almendras, azúcar negra y flores de color naranja. Fue creado a finales del siglo XVIII por un hombre llamado Cyril Faes, y continúa siendo vendido por los panaderos de la ciudad.

### Personalidades
- Eric de Bisschop: navegante nativo de Aire-sur-la-Lys, célebre por sus expediciones en el Océano Pacífico.
- Georges Bernanos: fue estudiante del Colegio Saint-Marie.
- Michault Tailleven: Poéta célebre, nativo.
- Antoine de Laforêt: Conde, embajador y ministro francés de relaciones exteriores, nativo.
- René Goblet: Periodista, político, nativo.
- René Sillou: Futbolista, nativo.
- Yoann Lacho: Futbolista, nativo.

## Política y administración

### División administrativa

Aire-sur-la-Lys en su cantón y en el Distrito de Saint-Omer.

Aire-sur-la-Lys es la capital de un cantón, que también incluye las siguientes 13 municipios: Clarques, Ecques, Herbelles, Heuringhem, Inghem, Mametz, Quiestède, Racquinghem, Rebecques, Roquetoire, Wardrecques, Thérouanne y Wittes. En 1999, el municipio tenía 23.256 habitantes (sin doble contabilidad), cerca de dos quintas partes de la población de Aire-sur-la-Lys. El consejero general del municipio actual de Aire-sur-la-Lys es Jean-Claude Dissaux apoyado por el Partido Socialista.
Aire-sur-la-Lys pertenece al Distrito de Saint-Omer, uno de los siete distritos del departamento de Pas-de-Calais. El centro de Aire-sur-la-Lys está ubicado a tres kilómetros de la frontera del norte del departamento, que, junto con Pas-de-Calais forman la región de Nord-Pas-de-Calais.
La ciudad de Aire-sur-la-Lys absorbió entre 1790 y 1806 las ciudades vecinas de Widdebroucq de Rincq, Saint Martin y Saint-Quentin.